# Sigal Shachmon

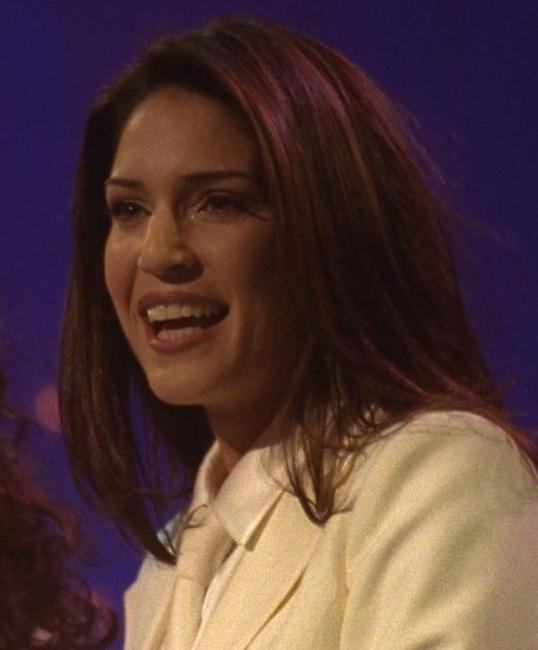
Sigal Shachmon, 1999

Sigal Shachmon (* 13. Juni 1971 in Petach Tikwa) ist ein israelisches Model und Fernsehmoderatorin.
Bekannt wurde sie als „Buchstabenfee“ in der israelischen Version der Spielshow Glücksrad Ende der 1990er Jahre. Danach war sie überwiegend als Model tätig. Sie war Co-Moderatorin beim Eurovision Song Contest 1999 in Jerusalem. In den 2000er Jahren versuchte sie sich als Sängerin, jedoch mit weniger Erfolg. Kurzzeitig moderierte sie auch eine eigene Musikshow.